# Gabriele Rittig (Anwältin)

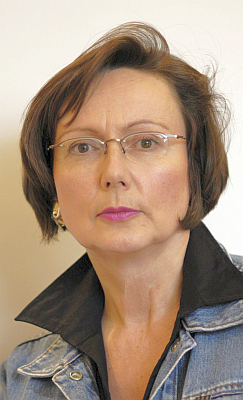
Gabriele Rittig 2007

Gabriele Rittig (* 5. Mai 1955) ist eine Rechtsanwältin aus Frankfurt am Main. Sie berät das Satiremagazin Titanic juristisch und wird deswegen seit Oktober 1986 im Impressum aufgeführt.
Da sich die Satire in vielen Fällen in einem rechtlich unklaren Bereich bewegt, kommt der laufenden Beratung der Autoren hinsichtlich zulässiger und unzulässiger Formulierungen eine größere Bedeutung zu, als dies bei nicht satirischen Magazinen der Fall wäre. Da eine solche Beratung oft nicht prognosegenau möglich ist, hatte Rittig Titanic auch in Beleidigungs- und anderen Prozessen zu vertreten.

## Aktion „Zeig Dich!“
Bei der Ende der 1990er Jahre ins Leben gerufenen Aktion „Zeig Dich!“, bei der es um die Massen-Selbstanzeige von Cannabiskonsumenten geht, fungiert Gabriele Rittig als Treuhandsanwältin. Sie verwahrt die Selbstanzeigen solange, bis sich eine Anzahl von mindestens 100.000 Selbstanzeigern gefunden hat. Daraufhin sollen diese Anzeigen gleichzeitig an die Staatsanwaltschaft weitergeleitet werden, um den Justizapparat einerseits aufgrund der hohen Anzahl zum einen zum Erliegen zu bringen und andererseits die Öffentlichkeit darauf aufmerksam zu machen, dass sich eine hohe Zahl von Cannabiskonsumenten in Deutschland befindet.
Die Aktion wird von www.cannabislegal.de unter anderem mit folgender Begründung kritisch beurteilt: „Die Risiken sind dabei beträchtlich. Es wäre möglich, dass zwar die ‚Zeig Dich!‘-Fälle nach § 31 a straflos eingestellt werden, dann aber die Daten als Amtshilfe an die Führerscheinstellen gemeldet würden. Gegen ein Verfahren zur Feststellung der Fahreignung können keinerlei Rechtsmittel eingelegt werden. Der Führerscheininhaber muss auf eigene Kosten beweisen, dass er ganz ohne Cannabiskonsum lebt, oder den Führerschein abgeben. ... Outet man sich freiwillig als 'regelmäßiger' Konsument, dann kann einem nach derzeitiger Rechtslage allein für das schon der Führerschein entzogen werden.“

## Veröffentlichungen
- Der Preis der Satire. In: Nils Folckers, Wilhelm Solms (Hrsg.): Was kostet der Spaß? Wie Staat und Bürger die Satire bekämpfen. Schüren Presse, Marburg 1997, ISBN 3-89472-155-3, S. 62–83.
- Anmerkungen zu Satire und Justiz. In: Dankert, Zechlin (Hrsg.): Literatur vor dem Richter. Baden-Baden 1988.
- Nachrichten von Satire und Justiz. In: Die neue Frankfurter Schule. Göttingen 1987.